# Stazione di Firenze Belfiore
La stazione di Firenze Belfiore è una stazione ferroviaria in costruzione, che sorgerà nell'area a nord ovest del capoluogo toscano nell'omonimo quartiere, al posto dell'ex sede della scuola media Ottone Rosai e degli ex macelli comunali.

## Storia
La realizzazione della stazione in origine fu incerta: quando il comune di Firenze era governato dalla giunta guidata dal sindaco Matteo Renzi, esso aveva espresso l'intenzione di voler realizzare una fermata sotterranea nelle vicinanze della stazione di Firenze Santa Maria Novella, in quanto a suo dire ciò avrebbe consentito un notevole risparmio economico e un minore impatto ambientale. Scartare però il progetto della stazione Belfiore avrebbe comportato il pagamento delle penali ai costruttori, oltre a una nuova Valutazione di impatto ambientale, allungando i tempi per la realizzazione di un'opera ritenuta cruciale per la mobilità di Firenze e di tutta la provincia. Si prese in considerazione anche l'ipotesi di una stazione "ridotta" e leggermente spostata rispetto alla collocazione originariamente prevista. Nonostante il dibattito, pare che la stazione verrà costruita come e dove previsto in origine.
Il progetto comprende lo sviluppo della stazione su 50.000 m² di terreno, grazie alla costruzione di un nuovo tunnel che attraverserà Firenze da nord a est (dalla stazione di Firenze Castello a quella di Campo di Marte). Il tunnel taglierà la città e risparmierà al traffico ferroviario il peso delle linee veloci a lunga percorrenza, sostituendole con treni metropolitani, che avrebbero sostato anche presso una fermata ferroviaria di superficie, in origine prevista col nome Firenze Circondaria e collegata da treni sia a Santa Maria Novella sia al resto del nodo ferroviario cittadino, poi soppressa in base ai nuovi accordi sottoscritti con RFI il 3 agosto 2011, trasferendo i fondi previsti per l'opera al comune di Firenze.
Il progetto architettonico risale al 2003 e si deve allo studio di Norman Foster mentre quello ingegneristico è della Arup; prevede la costruzione di una struttura che occuperà circa 45.000 metri quadrati, con una distribuzione verticale, che scende fino a 25 metri sotto il livello stradale. La struttura portante della copertura sarà interamente in vetro, per lasciar filtrare la luce fino al livello dei treni; i livelli sotterranei saranno accessibili con scale mobili e ascensori. Uno dei pochi edifici che non verrà abbattuto nei pressi dell'area del cantiere è la Palazzina dell'Orologio, sottoposta a vincolo culturale ma gravemente lesionata nel maggio del 2010, durante i lavori propedeutici di scavo, probabilmente a causa della repentina variazione del livello di falda. La struttura sarà collegata alla stazione centrale della città con i mezzi pubblici, come la nuova tramvia.
Il progetto nel suo complesso è stato in seguito messo in discussione: a gennaio 2017 è stata avanzata la proposta di ripensare la stazione Alta Velocità integrata con un'autostazione di trasporto pubblico e turistico quale polo di trasporto intermodale.
I lavori della stazione si arrestarono nel 2019, e inizialmente fu previsto di riprendere dopo l'estate 2020 o entro l'anno, ma ad ottobre risultavano fermi. Il 2 dicembre 2020 fu annunciato che i lavori sarebbero ripresi a gennaio 2021. A fine 2020 il sindaco di Firenze, Dario Nardella, ribadì l'intenzione di proseguire i lavori. Il 5 marzo 2021 il Presidente della Toscana Eugenio Giani dichiarò che i lavori sarebbero ripresi nell'aprile del 2021, come poi avvenne, anche se procedendo dapprima a rilento, mentre dall''8 giugno a pieno regime.
Il 12 febbraio 2022 è stato annunciato che i lavori di scavo delle gallerie sarebbero iniziati per fine settembre 2022, mentre la messa in esercizio è prevista per la fine del 2027.
L'11 agosto 2022 RFI ha dato il via al bando di gara per l'avvio dei lavori, prevedendo l'avvio entro il 30 marzo 2023 e la conclusione per il primo semestre del 2028.
Nel marzo 2023 RFI ha comunicato l’efficacia dell’aggiudicazione dei lavori per il passante ferroviario e per la stazione AV al consorzio formato da Pizzarotti e Saipem. L’opera consisterà nella realizzazione di una nuova linea ferroviaria di circa 7 km in sotterranea, con due gallerie parallele, mediamente a circa 20 m di profondità, completate con due tratti terminali in superficie, a nord tra le stazioni di Firenze Castello e Firenze Rifredi, e a sud nei pressi della stazione di Firenze Campo di Marte. Lo scavo delle gallerie avverrà con tecniche di tipo meccanizzato.
Il 15 maggio 2023 sono partiti i lavori del passante ferroviario e la stazione Belfiore.